# Johann Otto Körbs
Johann Otto Körbs (* 26. März 1902 in Gau-Odernheim; † 22. April 1981 in Lüneburg) war ein niedersächsischer Politiker und Mitglied des Niedersächsischen Landtages.
Der Schriftsteller war in der ersten Wahlperiode Mitglied des Niedersächsischen Landtages vom 7. Januar 1950 bis 30. April 1951. Er gehörte der KPD-Fraktion bis zum 27. Februar 1951 an. 